# Sverre Østbye
Sverre Østbye (ur. 28 lipca 1889 r.; zm. 22 października 1984 r.) – norweski kombinator norweski uczestniczący w zawodach w latach 1910–1919. Zdobył on medal Holmenkollen w 1915.